# 호기심 많은 조지 2
《호기심 많은 조지 2》(영어: Curious George 2: Follow That Monkey!)는 2009년 개봉된 미국의 애니메이션 비디오 영화이다. 《호기심 많은 조지》(2006)의 속편이다.
속편 《호기심 많은 조지 3》(2015)으로 이어진다.

## 줄거리
여전히 테드와 뉴욕의 아파트에 살고 있는 원숭이 조지는 어느 날 위대한 마술사 피커딜리의 쇼를 보러 간다. 조지는 쇼에 출연하는 아기 코끼리 케일라의 원래 집이 캘리포니아 동물 공원이라는 걸 알게 된다. 조지는 케일라가 동물 공원에 있는 형제자매들과 재회할 수 있도록 함께 국토 횡단 여행을 시작한다. 한편 테드는 블룸즈베리 씨가 은퇴하면서 차기 관장 후보가 된 상태이다. 테드는 이사회 앞에서 발표할 박물관 미래 구상 준비로 분주한 가운데 조지가 벌인 소동에 휘말리고 만다.

## 목소리 출연
- 프랭크 웰커 - 조지, 오리, 소 역
- 제프 베넷 - 테드 역
- 프레드 태터쇼어 - 블룸즈베리 씨 역
- 에드 오로스 - 아이번 역
- 에이미 힐 - 화가 난 여성 역
- 팀 커리 - 위대한 피커딜리 역
- 캐서린 테이버 - 티나 역
- 제이미 케네디 - 울프 씨 역
- 제리 루이스 - 험블턴 역장 역
- 크리 서머 - 피셔 부인, 화물 수송기 조종사, 소녀 역
- 클린트 하워드 - 농부 댄 역
- 필 러마 - 캘리포니아 동물 공원 안내원 역
- 카를로스 알라스라키 - 기차 안내원, 신문 노점상 역